# Celastrina cardia
Celastrina cardia är en fjärilsart som beskrevs av Felder 1860. Celastrina cardia ingår i släktet Celastrina och familjen juvelvingar. Inga underarter finns listade i Catalogue of Life.